# Termitosphaera
Termitosphaera är ett släkte av svampar. Termitosphaera ingår i familjen Lyophyllaceae, ordningen Agaricales, klassen Agaricomycetes, divisionen basidiesvampar och riket svampar.
|                | Lyophyllum                               |
|                |                                          |
|                | Calocybe                                 |
|                |                                          |
|                | Termitomyces                             |
|                |                                          |
|                | Tephrocybe                               |
|                |                                          |
|                | Hypsizygus                               |
|                |                                          |
|                | Asterophora                              |
|                |                                          |
|                | Blastosporella                           |
|                |                                          |
|                | Ossicaulis                               |
|                |                                          |
| Termitosphaera | \| \| Termitosphaera duthiei \| \| \| \| |
|                | \| \| Termitosphaera duthiei \| \| \| \| |
|                | Lyophyllopsis                            |
|                |                                          |
|                | Termitosphaera duthiei                   |
|                |                                          |

|  | Termitosphaera duthiei |
|  |                        |